# Pierre Bühler
Pierre Bühler (* 12. Januar 1950 in Tramelan) ist ein Schweizer reformierter Theologe. Er ist emeritierter Professor für Systematische Theologie, insbesondere Hermeneutik und Fundamentaltheologie, und Ko-Leiter des Instituts für Hermeneutik und Religionsphilosophie an der Theologischen Fakultät der Universität Zürich. 

## Leben
Pierre Bühler wurde 1950 in Tramelan im Berner Jura geboren. Er studierte evangelische Theologie und Philosophie an den Universitäten Zürich und Lausanne. 1974 wurde er zum Pfarramt in der Evangelisch-reformierten Landeskirche des Kantons Zürich ordiniert; im gleichen Jahr trat er eine Assistenzstelle an der Theologischen Fakultät der Universität Zürich bei Gerhard Ebeling an. 1979 promovierte er bei Gerhard Ebeling mit einer Dissertation zum Thema „Kreuz und Eschatologie. Eine Auseinandersetzung mit der politischen Theologie, im Anschluss an Luthers theologia crucis“. Dafür erhielt er 1981 den Preis der Scheuchzer-Stiftung. 1982 wurde er Ordinarius für Systematische Theologie an der Universität Neuenburg, wo er das Institut de recherches herméneutiques et systématiques (später Institut romand d’herméneutique et de systématique) leitete. In den Jahren 1987–1989 und 1993–1995 war er Dekan der Theologischen Fakultät. 1996 erhielt er die Ehrendoktorwürde der Faculté libre de théologie protestante von Montpellier.
Von 1997 bis 2015 war Bühler Ordinarius für Systematische Theologie an der Universität Zürich und Ko-Leiter des dortigen Instituts für Hermeneutik und Religionsphilosophie. In den Jahren 2002–2004 stand er der Theologischen Fakultät als Dekan vor. Von 2006 bis 2009 war er Präsident der Schweizerischen Theologischen Gesellschaft. Von August 2012 bis Februar 2015 leitete Bühler das Institut für Hermeneutik und Religionsphilosophie in Zürich. Im März 2015 wurde Bühler emeritiert.

## Werk
Seine Arbeitsschwerpunkte sind die Luther- und Kierkegaardforschung (in Zusammenarbeit mit dem Søren Kierkegaard Research Centre in Kopenhagen), theologische und philosophische Hermeneutik (insbesondere Rudolf Bultmann, Gerhard Ebeling und Paul Ricœur), der Dialog zwischen Theologie, Philosophie, Natur- und Humanwissenschaften, die Beziehungen zwischen Theologie und Literatur, insbesondere bei Friedrich Dürrenmatt. Er pflegt einen engen Dialog mit dem Centre Dürrenmatt Neuchâtel. Im Austausch mit der Religionswissenschaft interessiert er sich auch für das Verhältnis von Bild und Text. Darüber hinaus arbeitet er in jüngster Zeit viel zum Thema Humor.
Pierre Bühler ist Hauptherausgeber der Revue de théologie et de philosophie (Genf/Lausanne/Neuchâtel) und Mitherausgeber der Hermeneutischen Untersuchungen zur Theologie (bei Mohr Siebeck in Tübingen), der Helvetica (eine Reihe der Presses universitaires de Strasbourg) und der französischen Lutherübersetzung (im Genfer Verlag Labor et Fides). 2008 war Pierre Bühler Mitherausgeber der Introduction à la théologie systématique.

## Schriften (Auswahl)
- Le problème du mal et la doctrine du péché; Genf: Labor et Fides, 1976 (mémoire de licence).
- Kreuz und Eschatologie. Eine Auseinandersetzung mit der politischen Theologie, im Anschluss an Luthers theologia crucis; Tübingen, Mohr, 1981 (Dissertation).
- Pierre Bühler (Hrsg.): Justice en dialogue; Genf: Labor et Fides, 1982.
- Pierre Bühler, Jean-François Habermacher (Hrsg.): La narration. Quand le récit devient communication; Genf: Labor et Fides, 1988.
- Pierre Bühler (Hrsg.): Humain à l’image de Dieu. La théologie et les sciences humaines face au problème de l’anthropologie; Genf: Labor et Fides, 1989.
- Pierre Bühler, Clairette Karakash (Hrsg.): Science et foi font système. Une approche herméneutique; Genf: Labor et Fides, 1992.
- Pierre Bühler, Clairette Karakash (Hrsg.): Quand interpréter, c'est changer. Pragmatique et lectures de la Parole. Actes du Congrès international d’herméneutique, Neuchâtel, 12–14 septembre 1994; Genf: Labor et Fides, 1995.
- Pierre Bühler (Hrsg.): Les “clairs-obscurs” de l’Écriture. Un dossier interdisciplinaire d’herméneutique biblique, Études théologiques et religieuses, Montpellier, 71, 1996/II, S. 161–263; Neuchâtel, Secrétariat de l’Université, 1996.
- Synodes. Étranger, étrangers, supplément au n° 6/98 du bulletin Information évangélisation, Paris, 1998 (avec une préface de Michel Bertrand).
- Prédestination et Providence; Genf: Labor et Fides, 1999.
- Pierre Bühler, Tibor Fabiny (Hrsg.): Interpretation of Texts: Sacred and Secular. Proceedings of the International Conference Organized by the CentreHfor Hermeneutical Research, Budapest, and the Institut für Hermeneutik und Religionsphilosophie, University of Zurich, Pazmany Peter Catholic University, Piliscsaba, Hungary, 3–5 September 1998, Zürich/Budapest, Pano Verlag/Centre for Hermeneutical Research, 1999.
- Le protestantisme contre les indulgences. Pour un jubilé de la justification par la foi en l’an 2000; Genf: Labor et Fides, 2000, 22003; dt. Übersetzung: Ablaß oder Rechtfertigung durch Glauben. Was brauchen wir zum Jubiläumsjahr 2000?, Zürich, Pano Verlag, 2000.
- Isabelle Graesslé, Pierre Bühler, Christoph D. Müller (Hrsg.): Qui a peur des homosexuel-les? Discussions autour des prises de position des Églises protestantes de Suisse; Genf: Labor et Fides, 2001; dt. Übersetzung: Unterwegs zu neuen Horizonten. Gleichgeschlechtlichkeit. Überlegungen und Gesprächsanstösse zu den Stellungnahmen der Evangelischen Kirchen der Schweiz, Berg am Irchel, KiK-Verlag, 2001.
- Pierre Bühler, Ulrich Weber: Dürrenmatts Endspiele, Cahier/Centre Dürrenmatt Neuchâtel n° 7, 2003; trad. franç.: Friedrich Dürrenmatt. Échec et mat, Cahier/Centre Dürrenmatt Neuchâtel, Band 6, 2003.
- Pierre Bühler, Andreas Mauz (Hrsg.): Gerhard Ebeling, Mein theologischer Weg, Hermeneutische Blätter, Zürich, Sonderheft Oktober 2006.
- Paul Ricœur. Perspectives romandes, numéro à thème de la Revue de théologie et de philosophie, 138, 2006/IV, S. 291–371.
- André Birmelé, Pierre Bühler, Jean-Daniel Causse, Lucie Kaennel (Hrsg.): Introduction à la théologie systématique; Genf: Labor et Fides, 2008.
- Pierre Bühler, Daniel Frey (Hrsg., in Zusammenarbeit mit Lucie Kaennel): Paul Ricœur: un philosophe lit la Bible. À l’entrecroisement des herméneutiques philosophique et biblique; Genf: Labor et Fides, 2011.
- mit Verena Mühlethaler, Jacob Schädelin (Hrsg.): Migration in der Bibel und heute. Die Migrationscharta – biblisch erkundet. Theologischer Verlag, Zürich 2024, ISBN 978-3-290-18647-0.